# Ray Kroc
Ray Kroc (Oak Park, 5 oktober 1902 - San Diego, 14 januari 1984) was een Amerikaans ondernemer en is bekend als de man die McDonald's tot een wereldwijd fastfoodimperium gemaakt heeft.

## Loopbaan
Kroc nam in 1955 de rechten over van de gebroeders McDonald aangaande hun hamburgerrestaurant. Ze hadden het idee in 30 seconden een bestelling klaar te hebben. Kroc zag hier toekomst in en wilde fastfood nog sneller bereikbaar maken. Hij ontwikkelde een idee om franchisenemers in te zetten en grondeigenaar te worden van de vestigingen. Zo was hij bezig met onroerend goed en de formule McDonalds te ontwikkelen.
Kroc was in 2016 het onderwerp van een film, The Founder, waarin hij werd vertolkt door Michael Keaton.